# Deliri de The Truman Show
El Deliri de Truman Show, també conegut com a síndrome de Truman, és un trastorn psicològic en què una persona creu que la seva vida està sent constantment gravada i observada per una audiència. El terme fa referència a la pelicula The Truman Show, en la qual el personatge principal és part d’un reality show sense ell saber-ho.
Aquest deliri podria representar una evolució en el contingut dels trastorns delirants del tipus persecutori, en resposta a una cultura pop canviant. En les dues darreres dècades, els reality shows han augmentat força la seva visibilitat. Per tant, aquesta és una àrea que el pacient pot incorporar fàcilment al seu sistema de deliris. Fins a arribar a un punt, en el qual una persona podria creure que, de manera constant, una audiència televisiva la està observant.
El contingut dels deliris pot variar considerablement depenent del pacient. Només està limitat per la imaginació de la persona. Per això s'han classificat per temes. Aquests temes tenen una certa importància, perquè apunten a determinats diagnòstics. Els deliris persecutoris estan, per exemple, lligats clàssicament a la psicosi.
El trastorn no està oficialment reconegut oficialment ni figura al Manual de diagnòstic i estadística de l'Associació Americana de Psiquiatria. Tot i això, ha generat interès en la comunitat mèdica i acadèmica. Va ser usat per primera vegada l’any 2008 pels germans Joel Gold i Ian Gold, psiquiatre i neurofilòsof respectivament. Deu anys després de l’estrena de la pel·lícula en el 1998.

## Característiques
Les persones que pateixen del deliri de Truman Show solen experimentar una profunda sensació de paranoia i creença què cada un dels seus moviments està sent observat i enregistrat per càmeres ocultes. Sovint senten que són el centre d'un espectacle de realitat fictícia i que les persones al seu voltant són actors que interpreten rols a la seva vida.

## Origen
El seu origen resideix en la pel·lícula The Truman Show (a Espanya, El Show de Truman: una vida en directe). Aquesta és una comèdia dramàtica nord-americana, estrenada l'any 1998, dirigida per Peter Weir i escrita per Andrew Niccol. L'actor Jim Carrey interpreta Truman Burbank, un home que descobreix que està en una realitat falsa, construïda. A més, la seva vida està sent televisada, durant tot el dia i arreu del món. El seu entorn ha sigut construït i les persones que formen part de la vida són actors contractats. Quan Truman descobreix la veritat sobre la seva existència, intenta trobar una escapatòria.
L'impacte de pel·lícula ha transcendit la pantalla i ha influït, en la cultura popular. Sobretot en el concepte de viure sota una observació constant, que ja havia estat explorat en el cinema, la literatura i la música, entre d'altres. Com per exemple, en el 1941, l'escriptor de ciència-ficció Robert A. Heinlein va publicar el seu llibre They. Una història sobre un home confinat en una institució mental, per què creu que és de les poques persones 'reals' de l'univers. Gran part de la història és ell raonant i reflexionant sobre la seva situació, en espiral. Intenta trobar la manera de demostrar que la seva creença és certa, mentre el convencen de què és boig.

## Impacte social i cultural
El contingut dels deliris va lligat a les experiències vitals dels pacients. La cultura contemporània sembla tenir-hi un paper important. Un estudi retrospectiu dut a terme l’any 2008, va mostrar la manera en la qual el contingut dels deliris ha anat evolucionant amb el pas del temps. Aquesta abarca des de temes religiosos o màgics, fins a qüestions polítiques i tècniques.
Els autors han declarat que: ‘els canvis sociopolítics i el desenvolupament científic i tècnic han influït en el contingut delirant de l'esquizofrènia’. Mentres, que el psiquiatre Joseph Weiner va observat que: ‘[…] a la dècada de 1940, els pacients psicòtics haurien expressat deliris en què els seus cervells estaven controlats per ones electromagnètiques de ràdio; ara, els pacients delirants solen queixar-se per tenir xips informàtics implantats als seus cossos'.

## Casos registrats
Tot i que no es coneix la prevalença del trastorn, hi ha hagut diversos centenars de casos reportats arreu del món. Aquests s'han investigat per metges i científics encuriosits. Joel Gold, psiquiatre del Bellevue Hospital Center i professor associat clínic de psiquiatria a la Universitat de Nova York, juntament amb el seu germà Ian, que ocupa una càtedra d'investigació en filosofia i psiquiatria a la Universitat McGill de Mont-real, són els més destacats.
Des del 2002, s'han posat amb contacte amb algunes persones que pateixen el deliri de Truman Show per seguir el seus casos. A continuació hi ha llistats una serie d’exemples:

Van registrar que un pacient havia viatjat a la ciutat de Nova York després de l’atac terrorista de l'11 de setembre per assegurar-se que el esdeveniment no era un gir en la trama al seu reality show personal. Mentres, que un va viatjar a un edifici federal de Manhattan per demanar asil del seu programa. Un altre pacient havia treballat com a intern realitzant reality shows, i creia que, en secret, les càmeres el grabaven a ell. Un dels pacients dels Gold, veterà de l'exèrcit de classe mitjana-alta, volia pujar a l'Estàtua de la Llibertat ja que creia que al aconseguir-ho, s'alliberaria del seu reality show. Així va descriure la seva condició: 
‘Em vaig adonar que era i sóc el centre, el focus d'atenció de milions i milions de persones... La meva família i tots els que coneixia eren i són actors d'un guió, una farsa que té com a objectiu convertir-me en el focus de la l'atenció del món.’
L'elecció del nom ‘Truman Show’ per part dels germans Gold, va ser influenciada per tres dels cinc pacients que Joel Gold va tractar, inicialment per un altre síndrome. Aquests van vincular explícitament les seves experiències amb la pel·lícula.

## Rellevància mèdica
A Regne Unit, Paolo Fusar-Poli juntament amb Oliver Howes, Lucia Valmaggia i Philip McGuire, tots quatre psiquiatres de l'Institut de Psiquiatria de Londres, van dur a terme un estudi amb suposats pacients de deliri. En l’any 2008, van publicar al British Journal of Psychiatry un text on van anomenar el ‘Síndrome de Truman’ i el van descriure de la següent manera: 
‘Una creença preocupant, segons la qual, el món havia canviat la manera com pensaven les persones i eren conscients. Es creien objecte d'una pel·lícula, i que estaven vivint en un plató (o món artificial). Aquest conjunt de símptomes (...) és una malaltia comuna entre els individus, que podrien estar en una fase prodrómica d'esquizofrènia’. 
Els quatre autors, van suggerir que l’explicació de Truman és un resultat de la recerca del sentit de la vida dels pacients.
Més tard, el psicòleg Mark D. Griffiths, va analitzar aquest estudi, i va concloure que la majoria de les persones que tenien aquest deliri sovint tenien malalties subjacents o altres problemes mèdics que podrien haver causat aquest deliri.

## Reacció del cineasta
Després de sentir parlar de la malaltia, Andrew Niccol, guionista de The Truman Show, va dir: 'Saps que ho has aconseguit quan tens una malaltia que porta el teu nom'.